# Municipio de Otter Creek (Pensilvania)
El municipio de Otter Creek  (en inglés, Otter Creek Township) es un municipio del condado de Mercer, Pensilvania, Estados Unidos. Tiene una población estimada, a mediados de 2023, de 512 habitantes.
Abarca una zona exclusivamente rural.

## Geografía
Está ubicado en las coordenadas 41°23′30″N 80°17′37″O / 41.39167, -80.29361 (41.391645, -80.29366).

## Demografía
Según la estimación 2018-2022 de la Oficina del Censo, los ingresos medios de los hogares son de $43,482 y los ingresos medios de las familias son de $70,625. Alrededor del 12.9% de la población está por debajo de la línea de pobreza.